# Selenops angolaensis
Selenops angolaensis är en spindelart som beskrevs av José Antonio Corronca 2002. Selenops angolaensis ingår i släktet Selenops och familjen Selenopidae.
Artens utbredningsområde är Angola. Inga underarter finns listade i Catalogue of Life.